# Тадас Душкинас
Тадас Душкинас (литв. Tadas Duškinas; Каунас, 27. април 1994) некадашњи је литвански пливач чија специјалност су биле спринтерске трке слободним и делфин стилом. Током спортске каријере која је трајала 15 година у више наврата је освајао титуле националног првака, постављајући нове националне рекорде, а такмичио се и на 4 светска првенства у великим базенима. У периоду 2013−2018. такмичио се за пливачки тим Универзитета Аризоне.
Душкинас је почетком октобра 2019. објавио да прекида спортску каријеру.

## Спортска каријера
Душкинас је на међународној сцени дебитовао 2012. године наступима на европском сениорском и јуниорском првенству, а већ наредне године на националном првенству осваја три титуле националног првака (50 слободно и 50 и 100 делфин). 
Дебитантски наступ на светским првенствима је имао у Барселони 2013, а такмичио се и на наредна три првенства, у Казању 2015, Будимпешти 2017. и Квангџуу 2019. године.